# باشگاه فوتبال تاج تهران در فصل ۵۷–۱۳۵۶
باشگاه فوتبال تاج تهران در فصل ۱۳۵۷ ۳۳امین فصل فعالیت باشگاه تاج در فوتبال ایران و آخرین فصل فعالیت این تیم با نام پیشینش، تاج، بود. تاج در این فصل در ششمین و آخرین دوره جام تخت جمشید و در دومین دوره جام حذفی ایران شرکت کرد. مسابقات جام تخت جمشید بعد از برگزاری دوازده هفته و با نزدیک شدن به حوادث انقلاب ۱۳۵۷ ایران در شهریور ماه نیمه‌کاره رها شد. مسابقات جام حذفی ایران نیز با قهرمانی تاج به پایان رسید تا آخرین جام سراسری پیش از انقلاب ۱۳۵۷ از آن تاج شود.

## پیش‌زمینه
تاج در حالی فصل را آغاز کرد که فصل قبل به مقام چهارمی جام تخت جمشید ۱۳۵۶ دست یافته بود. ولادمیر جکیچ مربی جدید تاج در این فصل، همچون فصل پیش دست به جوان‌گرایی زد و بازیکنانی مانند رضا نعلچگر، شاهرخ بیانی و شاهین بیانی از تیم جوانان تاج به ترکیب اصلی رسیدند. پرویز مظلومی نیز بعد از چند فصل جدایی از تاج به این تیم بازگشت.

## مرور فصل
جام تخت جمشید از اسفند ۱۳۵۶ آغاز شد و بعد از چهار هفته به دلیل حصور تیم ملی ایران در جام جهانی ۱۹۷۸ تعطیل شد. بازی‌ها در تیر ماه از سر گرفته شدند و این بار هشت هفته دیگر و تا شهریور ماه ادامه یافتند که با اعلام حکومت نظامی در تهران و دیگر شهرها نیمه‌کاره رها شد. تاج در پایان هفته دوازدهم با کسب هفت پیروزی، سه تساوی و دو شکست با هفده امتیاز و یک امتیاز کمتر نسبت به صدرنشین، شهباز در رده سوم جدول قرار داشت.
جام حذفی نیز در اردیبهشت شروع شد و تاج توانست با پیروزی بر تیم‌های آرارات، ملوان و هما به عنوان قهرمانی دست یابد. دیدار فینال در ۱۲ تیر در ورزشگاه امجدیه برگزار شد و تاج با گلزنی مظلومی و نراقی قهرمان شد. مراحل نخست جام حذفی بدون حضور ملی‌پوشان تاج که در اردوی ایران در جام جهانی حاضر بودند برگزار شد. آندرانیک اسکندریان و ایرج دانایی‌فرد دو تن از بازیکنان تاج که در جام جهانی حضور درخشانی داشتند برای اولین بار به تیم منتخب جهان دعوت شدند و هر دو پس از آن به تیم کاسموس آمریکا پیوستند.
تاج در شهریور ۱۳۵۷ یک دیدار دوستانه با تیم الاهلی قهرمان باشگاه‌های دوبی برگزار کرد که با نتیجه ۳–۰ به پیروزی رسید. حسن روشن که تا آن زمان همه عمر خود را در باشگاه تاج گذرانده بود و هیچ‌گاه پیراهن باشگاه دیگری ی را به تن نکرده بود نیز به دلیل تعطیلی مسابقات فوتبال به باشگاه الاهلی پیوست.

## بازیکنان
آخرین ترکیب تیم تاج قبل از انقلاب جنین بود:
خاکسار تهرانی، مصطفی مسلمی، اصغر حاجیلو، مائیس میناسیان، هادی نراقی، حسن نظری، رضا نعلچگر، امیر حسین زرین کمره سعید مراغه چیان، حسن روشن، حمید ملک احمدی، پرویز مظلومی، ایرج دانایی فرد، شاهرخ مطیعی، محرم عاشری، شاهرخ بیانی، آندرانیک اسکندریان، جهانگیر کوثری، حمید لواسانی، شاهین بیانی، مجید نوروزی، مربیگری تیم نیز برعهده جکیچ بود.
منبع

## بازی‌ها

### لیگ تخت جمشید
منبع
| ۱۴ اسفند ۱۳۵۶ ۱ | تاج تهران  | ۱ – ۰ | ماشین‌سازی تبریز | تهران                                     |
|                 | مظلومی ۵۲' | گزارش |                 | ورزشگاه: امجدیه تهران داور: هروس باغومیان |

| ۱۹ اسفند ۱۳۵۶ ۲ | شهباز تهران  | ۱ – ۲ | تاج تهران              | تهران                                   |
|                 | عادلخانی ۱۵' | گزارش | مظلومی ۹'، ۴۱' · مطیعی | ورزشگاه: آریامهر تهران داور: محمد صالحی |

| ۲۵ اسفند ۱۳۵۶ ۳ | تاج تهران | ۱ – ۳ | ذوب‌آهن اصفهان                             | تهران                                 |
|                 | نراقی ۱۴' |       | ابراهیم‌زاده ۳۴' · شفی ۸۴' · یزدخواستی ۸۶' | ورزشگاه: امجدیه تهران داور: رضا حیدری |

| ۴ فروردین ۱۳۵۷ ۴ | صنعت نفت آبادان            | ۲ – ۰ | تاج تهران | آبادان                                                      |
|                  | نظام‌آبادی ۶۵' · فیروزی ۸۹' | گزارش |           | ورزشگاه: رضا پهلوی آبادان تماشاگران: ۱۲۰۰۰ داور: محسن زمانی |

| ۲ تیر ۱۳۵۷ ۵ | ملوان انزلی | ۰ – ۰ | تاج تهران            | بندر انزلی                                                          |
|              |             | گزارش | مظلومی '۳۸ بیانی '۷۳ | ورزشگاه: محمدرضا شاه بندر پهلوی تماشاگران: ۷۰۰۰ داور: عباس مقدس‌زاده |

| ۹ تیر ۱۳۵۷ ۶ | تاج تهران  | ۱ – ۰ | رستاخیز خرمشهر | تهران                                  |
|              | نعلچگر ۱۷' | گزارش | دانایی '۸۳     | ورزشگاه: امجدیه تهران داور: محسن زمانی |

| ۱۸ تیر ۱۳۵۷ ۷ | پاس تهران | ۰ – ۰ | تاج تهران | تهران                                   |
|               |           | گزارش |           | ورزشگاه: امجدیه تهران داور: جعفر نامدار |

| ۲۳ تیر ۱۳۵۷ ۸ | تاج تهران      | ۲ – ۱ | نیرو اهواز       | تهران                                                   |
|               | مظلومی ۶'، ۶۰' | گزارش | شریفی ۱' · فضلی  | ورزشگاه: امجدیه تهران تماشاگران: ۱۸۰۰۰ داور: محمد ریاحی |

| ۲۹ تیر ۱۳۵۷ ۹ | تاج تهران                                             | ۳ – ۰ | برق شیراز     | تهران                                                         |
|               | میناسیان ۷' · نعلچگر '۵۰ · دانایی‌فرد ۷۰' · مظلومی ۹۰' | گزارش | رحمت‌آمیز '۶۳  | ورزشگاه: امجدیه تهران تماشاگران: ۱۵۰۰۰ داور: رحیم عباسقلی‌زاده |

| ۶ مرداد ۱۳۵۷ ۱۰ | ابومسلم مشهد    | ۰ – ۱ | تاج تهران   | مشهد                                                     |
|                 | علی‌رضا گیل عرب  | گزارش | نعلچگر ۶۶'  | ورزشگاه: سعدآباد مشهد تماشاگران: ۱۲۰۰۰ داور: جعفر نامدار |

| ۱۲ مرداد ۱۳۵۷ ۱۱ | تاج تهران | ۰ – ۰ | بانک ملی تهران | تهران                                                  |
|                  |           | گزارش |                | ورزشگاه: امجدیه تهران تماشاگران: ۲۰۰۰۰ داور: رضا حیدری |

| ۲۰ مرداد ۱۳۵۷ ۱۲                    | تاج تهران             | ۱ – ۰ | تراکتورسازی تبریز | تهران                                                  |
|                                     | مظلومی ۷۳' · نظری '۲۳ | گزارش | علیپور '۳۹        | ورزشگاه: امجدیه تهران تماشاگران: ۲۰۰۰۰ داور: عباس رضوی |
| یادداشت: آخرین بازی رسمی با نام تاج |                       |       |                   |                                                        |

### جام حذفی (پهلوی)
منبع
سه مرحله اول جام حذفی در پاییز ۱۳۵۶ برگزار شد که تیم تاج از مرحله دوم وارد این مسابقات شد و پس از این سه مرحله به دلیل حضور تیم ملی ایران در مقدماتی جام جهانی ۱۹۷۸ آرژانتین و همچنین بازی‌های دوستانه تیم‌ملی سایر بازی‌ها به بهار و تابستان ۱۳۵۷ موکول شدند. در این زمان تیم‌ها بدون بازیکنان ملی‌پوش در بازی‌های حاضر شدند و تاج از حضور چهار بازیکن ملی‌پوشش بی‌بهره بود. تاج با کسب پیروزی در هر پنج بازی قهرمان جام حذفی باشگاه‌های ایران ۵۷–۱۳۵۶ شد.
| ۷ اردیبهشت ۱۳۵۷ یک چهارم نهایی | آرارات تهران | ۰ – ۱ | تاج تهران  | تهران                                               |
|                                |              | گزارش | نوروزی ۶۸' | ورزشگاه: آرارات تماشاگران: ۴۰۰۰ داور: عباس مقدس‌زاده |

| ۱۲ تیر ۱۳۵۷ فینال | تاج تهران                       | ۲ – ۰ | هما تهران                                       | تهران                                                   |
|                   | مظلومی ۵۵' · نراقی ۷۵' (پنالتی) | گزارش | محمد توانایی محمود نقوی احمد نقوی حسین کاشی‌نژاد | ورزشگاه: امجدیه تهران تماشاگران: ۱۵۰۰۰ داور: محمد صالحی |

### بازی دوستانه
| ۱۰ شهریور ۱۳۵۷                 | الاهلی امارات | ۰ – ۳ | تاج تهران                             | دبی، امارات                                     |
|                                |               |       | میناسیان ۲۳' · مظلومی ۳۵' · نراقی ۵۰' | ورزشگاه: آل مکتوم داور: عبدالله السامی (امارات) |
| یادداشت: آخرین بازی با نام تاج |               |       |                                       |                                                 |

## آمار فصل

### جایگاه در جدول
| رتبه | عنوان بازیها   | بازی | برد | مساوی | باخت | گل‌زده | گل‌خورده | تفاضل | امتیاز |
| ---- | -------------- | ---- | --- | ----- | ---- | ----- | ------- | ----- | ------ |
| ۲    | پرسپولیس تهران | ۱۲   | ۶   | ۵     | ۱    | ۱۴    | ۵       | ۹     | ۱۷     |
| ۳    | تاج تهران      | ۱۲   | ۷   | ۳     | ۲    | ۱۲    | ۷       | ۵     | ۱۷     |
| ۴    | پاس تهران      | ۱۲   | ۷   | ۲     | ۳    | ۱۵    | ۱۱      | ۴     | ۱۶     |

### تعداد بازی
| #  | بازیکن              | تعداد بازی    | تعداد بازی | تعداد بازی |
| #  | بازیکن              | لیگ تخت جمشید | جام حذفی   | جمع        |
| -- | ------------------- | ------------- | ---------- | ---------- |
| ۱  | مانیس میناسیان      | ۱۲            | ۳          | ۱۵         |
| ۲  | شاهرخ مطیعی         | ۱۲            | ۳          | ۱۵         |
| ۳  | سعید مراغه‌چیان      | ۱۱            | ۳          | ۱۴         |
| ۴  | مصطفی مسلمی         | ۱۱            | ۱          | ۱۲         |
| ۵  | حسن نظری            | ۱۱            | ۱          | ۱۲         |
| ۶  | غلامرضا نعلچگر      | ۱۱            | ۳          | ۱۴         |
| ۷  | ایرج دانایی‌فرد      | ۱۱            | ۱          | ۱۲         |
| ۸  | اصغر حاجیلو         | ۱۰            | ۳          | ۱۳         |
| ۹  | پرویز مظلومی        | ۱۰            | ۳          | ۱۳         |
| ۱۰ | هادی نراقی          | ۹             | ۱          | ۱۰         |
| ۱۱ | محرم عاشری          | ۹             | ۱          | ۱۰         |
| ۱۲ | حمید ملک‌احمدی       | ۸             | ۲          | ۱۰         |
| ۱۳ | آندرانیک اسکندریان  | ۸             | ۱          | ۹          |
| ۱۴ | حجت‌اله خاکسارتهرانی | ۷             | ۱          | ۸          |
| ۱۵ | هوشنگ زرین‌کمر       | ۶             | ۲          | ۸          |
| ۱۶ | شاهرخ بیانی         | ۷             | ۰          | ۷          |
| ۱۷ | مسعود مژدهی         | ۳             | ۲          | ۵          |
| ۱۸ | جهانگیر کوثری       | ۳             | ۲          | ۵          |
| ۱۹ | رضا رجبی            | ۳             | ۱          | ۴          |
| ۲۰ | رضا فروزانی         | ۱             | ۱          | ۲          |
| ۲۱ | حسن روشن            | ۱             | ۰          | ۱          |
| ۲۲ | شاهین بیانی         | ۱             | ۰          | ۱          |
| ۲۳ | حجت اکبری           | ۱             | ۰          | ۱          |
| ۲۴ | مجید نوروزی         | ۰             | ۱          | ۱          |
| ۲۵ | حیدر اهری           | ۰             | ۱          | ۱          |

### آمار گلزن‌ها
| ردیف | گلزنان         | جام تخت جمشید | جام حذفی | جمع |
| ---- | -------------- | ------------- | -------- | --- |
| ۱    | پرویز مظلومی   | ۷             | ۲        | ۹   |
| ۲    | رضا نعلچگر     | ۲             | ۰        | ۲   |
| ۳    | هادی نراقی     | ۱             | ۱        | ۲   |
| ۴    | ایرج دانایی‌فرد | ۱             | ۰        | ۱   |
| ۵    | مجید نوروزی    | ۰             | ۱        | ۱   |
| ۶    | مائیس میناسیان | ۱             | ۰        | ۱   |
|      | جمع            | ۱۲            | ۴        | ۱۶  |

### کاپیتان‌های فصل
| رده | نام                | جام تخت جمشید | جام حذفی | جمع |
| --- | ------------------ | ------------- | -------- | --- |
| ۱   | حسن نظری           | ۱۱            | ۱        | ۱۲  |
| ۲   | پرویز مظلومی       | ۰             | ۲        | ۲   |
| ۳   | آندرانیک اسکندریان | ۱             | ۰        | ۱   |

- فقط کاپینانهایی که بازی را شروع کرده‌اند در این جدول قرار گرفته‌اند و کاپیتانهای تعویضی محاسبه نشده‌اند.

## سایر ورزشها
در مسابقات دوچرخه سواری قهرمانی باشگاه‌های تهران تیم دوچرخه سواران تاج به مقام قهرمانی رسید و تیم‌های شهیر و افسر به مقام‌های بعدی دست یافتند. اعضاء تیم تاج در این دوره از مسابقات عبارت بودند از: اصغر خدایاری، مسعود مبارکی، علی پور مهر، هوشنگ امیر آخوری و غلامحسین کوهی.

## پس‌زمینه

کاخ مرکزی تاج، دفتر سازمان ورزشی و فرهنگی تاج بعد از اشغالش در بهمن ۱۳۵۷

انقلاب ۱۳۵۷، ورزش را از تمامی اولویتها حذف کرد. انقلاب مردم ایران به پیروزی رسید و دیگر هیچ‌کس به یاد بازیکنان و مجموعه باشگاه نبود، در ۲۸ بهمن ۱۳۵۷ و تنها چند روز پس از پیروزی انقلاب در ۲۲ بهمن ۱۳۵۷ کاخ مرکزی سازمان ورزشی فرهنگی تاج مورد هجوم نیروهای انقلابی قرار گرفت و شبانه به تصرف آنان درآمد. چندماه پس از پیروزی انقلاب اسلامی، اولین مصوبه شورای انقلاب در مورد ورزش صادر شد: تمام اموال باشگاه تاج به نفع ملت و سازمان تربیت بدنی مصادره شد و مجموعه ورزشی شرق (رسالت)، نازی‌آباد (مرغوبکار)، مجموعه ورزشی مرکز شهر (حجاب)، کلوپ تنیس (میدان ونک) و مجموعه غرب که هنوز تکمیل نشده بود. محل اصلی باشگاه به نام کاخ تاج در حوالی میدان بهارستان – محل کنونی سازمان تربیت بدنی استان تهران – هم که پیش‌تر تصرف شده بود، با حکم شاه‌حسینی رئیس وقت سازمان تربیت بدنی، عنایت‌الله آتشی، بازیکن و مربی سابق تیم بسکتبال تاج، به عنوان سرپرست مجموعه بهارستان انتخاب و معرفی شد. هرچند او هیچ‌گاه به نام مدیر عامل باشگاه حکم نگرفت با وجود این می‌توان او را اولین مدیر تاج پس از انقلاب نامید. در اسفند ماه ۱۳۵۷ باشگاه تاج ملی شد و اکبر مالکی به عنوان مسئول باشگاه تاج انتخاب شد. مهدی اسپندی بازیکن سابق تیم جوانان باشگاه تاج در اسفند ماه ۱۳۵۷ در خیابان شهباز ایستگاه سپهر که مشغول نگهبانی بود مورد اصابت گلوله قرار گرفت و کشته شد. سال بعد یک دوره مسابقات فوتبال به نام وی برگزار شد.

## نگارخانه

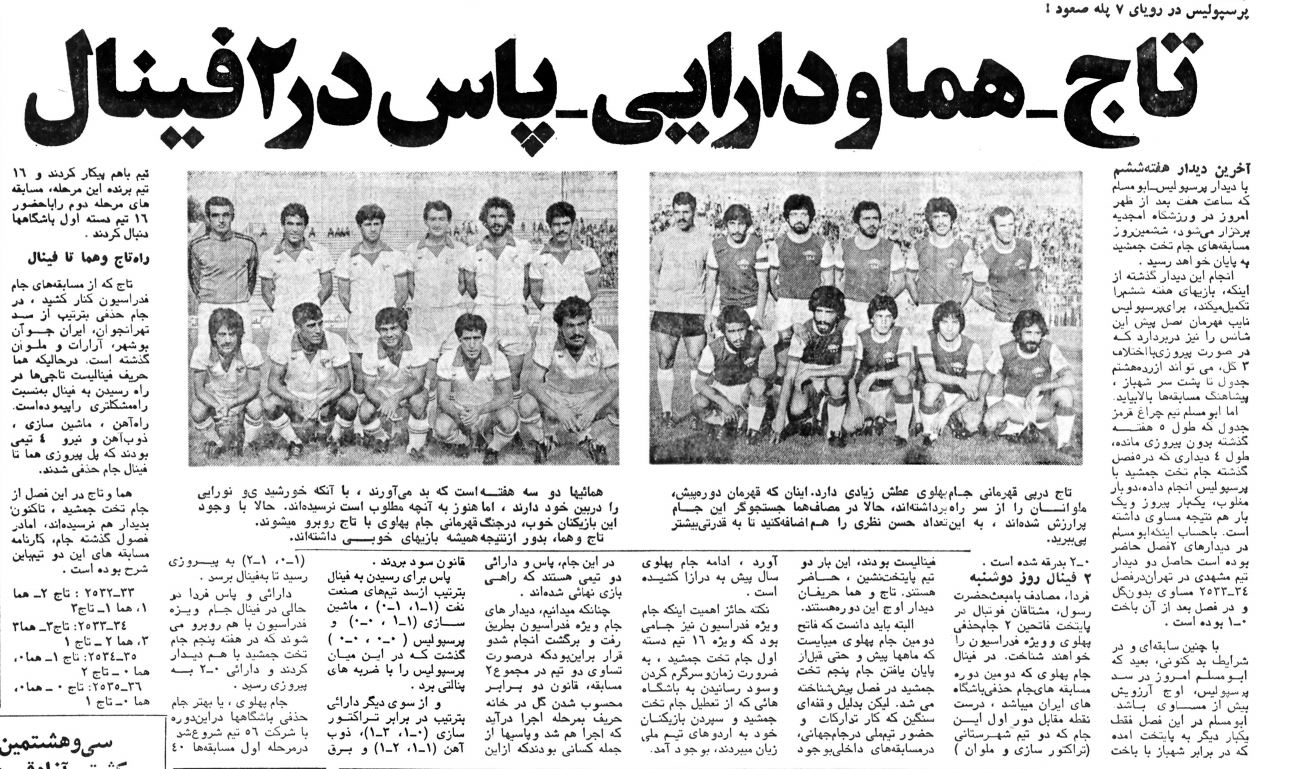
روزنامه اطلاعات در روز ماقبل فینال جام حذفی در سال ۱۳۵۷
تیم والیبال تاج تهران قهرمان جام سوم پاسارگاد
قهرمانی تیم تاج در دومین دوره جام حذفی ایران